# 读孟尝君传
《读孟尝君传》是王安石的一篇驳论文，是王安石阅读《史记·孟尝君列传》所发的议论。徐涛认为，《读孟尝君传》可能作于王安石写《苏秦》《范雎》《商鞅》等咏史诗的熙宁年间。

## 内容
全文：
| 世皆称孟尝君能得士，士以故归之，而卒赖其力以脱于虎豹之秦。嗟乎！孟尝君特鸡鸣狗盗之雄耳，岂足以言得士？不然，擅齐之强，得一士焉，宜可以南面而制秦，尚何取鸡鸣狗盗之力哉？夫鸡鸣狗盗之出其门，此士之所以不至也。 |

## 评论
《读孟尝君传》一向被誉为大家名篇。金圣叹评论：“凿凿只是四笔，笔笔如一寸之铁。不可得而屈也。读之可以想见先生生平执拗，乃是一段气力。”《古文观止》评论：“文不满百字，而抑扬吞吐，曲尽其妙。”沈德潜以为：“语语转，笔笔紧，千秋绝调。”袁行霈主编《中国文学史》评价：“全文不足百字，然而层次分明，议论周密，词气凌厉而贯注，势如破竹，具有不容置辩的逻辑力量。”《读孟尝君传》被选入中国大陆人教版初中语文教材。
除了称赞外，1982年王子野发表文章《名文未必无讹》，认为《读孟尝君传》“不是好作品”、“一点科学精神也没有”，冯驩等人就是孟尝君所得之士。此后谢纯昌、王庆堂发表文章与之商榷。谢纯昌认为，“鸡鸣狗盗之徒”不是士，“冯驩之类的人物”则被王安石视为“鸡鸣狗盗之徒”的同类。郭象认为，“士”有通行标准，如孔子把“士”分为三类，王安石不能自作主张。李国栋以为，王安石以当时的士人观衡量战国时期的士人，是“犯了以‘今’律古之忌”，“有苛求古人之嫌”。徐涛认为：“王安石表面是在论孟尝君不可谓‘得士’，但实际指向的却是‘士’的标准问题，其立论核心正在于对‘士’概念的颠覆与重构——具有一定技艺的‘士’并非真 ‘士’，真正的‘士’是具有辅佐君王治国平天下之才能者。”王安石曾提出“则为士而不闲圣人之所以治，非所以为士也”，这和《读孟尝君传》的论点是一致的。
此外，王林书认为，《读孟尝君传》是王安石“率意为之”，有“十大失误”。艾岩以为，“一篇短文四句话，没有一句经得起推按”。关山认为，“王安石《读孟尝君传》是以儒家传统唯道德理性的思维方法为基础，对孟尝君的史实进行唯道德的片面评价，而非科学的历史评价”。